# Juko Kawaguti
Juko Kawaguti (russisch Юко Кавагути Juko Kawaguti; jap. 川口 悠子, Kawaguchi Yūko; * 20. November 1981 in Funabashi, Präfektur Chiba, Honshū) ist eine russische Eiskunstläuferin japanischer Herkunft, die im Paarlauf für Japan und die USA startete und gegenwärtig für Russland startet.

## Biografie
Kawaguti begann 1986 mit dem Eiskunstlaufen, zunächst startete sie als Einzelläuferin für Japan. Später wurde sie Paarläuferin und startete bis 2003 mit Alexander Markunzow für Japan, mit dem sie 2001 bei den Juniorenweltmeisterschaften Silber gewann. Nachdem sie sich von Markunzow getrennt hatte, lief sie mit Devin Patrick und nahm mit ihm unter anderem an den US-Meisterschaften teil.
Seit 2002 lebt sie in Russland und studiert dort Internationale Beziehungen.
Seit dem Frühjahr 2006 startet sie mit Alexander Smirnow und repräsentiert Russland. Das Paar wird von Tamara Moskwina trainiert. Sie starten für den Jubilejni Sportklub und trainieren im Jubileiny-Sportkomplex in Sankt Petersburg. Aufgrund einer Verletzung Kawaguchis verpassten sie sowohl die russischen Meisterschaften, als auch die Europameisterschaften. Bei der Weltmeisterschaft 2007 belegten sie den neunten Rang und waren somit bestes russisches Paar noch vor den russischen Meistern dieses Jahres Marija Muchortowa und Maxim Trankow.
In der darauffolgenden Saison belegten sie bei Skate Canada und dem Cup of Russia den dritten Rang und nahmen erstmals an einem Grand-Prix-Finale teil, wo sie den fünften Platz belegten. 2008 konnten Kawaguchi und Smirnow erstmals die russischen Meisterschaften gewinnen. Bei der Europameisterschaft belegten sie nach dem Kurzprogramm noch den vierten Rang, konnten in den Kür aber die vor ihnen liegenden Ukrainer noch überholen und gewannen am Ende die Bronzemedaille hinter den Titelverteidigern Aljona Sawtschenko / Robin Szolkowy und ihren Landsleuten Muchortowa / Trankow, die sie bei den russischen Meisterschaften noch geschlagen hatten. Bei der Weltmeisterschaft belegten sie überraschend den vierten Rang.
Zu Beginn der Saison 2008/09 gewannen sie Skate Canada und belegten beim Cup of Russia hinter Zhang Dan / Zhang Hao den zweiten Rang, wobei sie die Kür gegen das chinesische Duo gewannen. Kurz vor den russischen Meisterschaften, die das Paar später gewann, erhielt Kawaguchi die russische Staatsbürgerschaft, sodass sie nun auch bei Olympischen Spielen startberechtigt waren, außerdem änderte sie ihren Namen in Kawaguti. Bei der Europameisterschaft in dieser Saison wurden sie Zweite und bei der Weltmeisterschaft gewannen sie mit Bronze ihre erste WM-Medaille.
Bei der Europameisterschaft 2010 in Tallinn wurden Smirnow und Kawaguti zum ersten Mal Europameister, vor den dreimaligen Europameistern Sawtschenko/Szolkowy. Ihre ersten Olympischen Spiele beendeten sie wenig später in Vancouver auf dem vierten Platz. Bei der Weltmeisterschaft verteidigten sie ihre Bronzemedaille.
Im nacholympischen Jahr gewannen sie bei der Europameisterschaft 2011 die Silbermedaille hinter ihren stärksten Konkurrenten Sawtschenko und Szolkowy. Dabei gelang es ihnen, die Kür knapp für sich zu entscheiden. Bei der Weltmeisterschaft in Moskau reichte es nach Fehlern nur zu einem enttäuschenden vierten Platz. Dabei hatten sie einen Rückstand von fast 25 Punkten auf ihre Landsleute Tatjana Wolossoschar und Maxim Trankow, denen sie schon bei den russischen Meisterschaften unterlegen waren.
Kawaguti und Smirnow starteten mit Siegen bei der NHK Trophy und dem Cup of China in die Saison 2011/12. Beim Grand-Prix-Finale gewannen sie mit Bronze ihre erste Medaille bei diesem Wettbewerb. An den russischen Meisterschaften nahmen sie nicht teil, damit Smirnow eine Knieverletzung ausheilen lassen konnte. Am 4. Januar mussten ihm jedoch in einer Notoperation der Blinddarm und eine Hernie entfernt werden. Aus diesem Grund konnten Kawaguti und Smirnow nicht an der Europameisterschaft teilnehmen. Bei der Weltmeisterschaft belegten sie, vor allem aufgrund fehlerhafter und missglückter Hebungen, den siebten Platz.
2016 zog sich Kawaguti beim Aufwärmen einen Riss der Achillessehne zu.

## Ergebnisse

### Paarlauf
(mit Alexander Smirnow für Russland)
| Meisterschaft / Jahr           | 2007  | 2008  | 2009  | 2010  | 2011  | 2012  | 2013  | 2014  | 2015  |
| ------------------------------ | ----- | ----- | ----- | ----- | ----- | ----- | ----- | ----- | ----- |
| Olympische Winterspiele        |       |       |       | 4.    |       |       |       |       |       |
| Weltmeisterschaften            | 9.    | 4.    | 3.    | 3.    | 4.    | 7.    | 6.    | –     | 5.    |
| Europameisterschaften          |       | 3.    | 2.    | 1.    | 2.    |       | 5.    | –     | 1.    |
| Russische Meisterschaften      |       | 1.    | 1.    | 1.    | 2.    |       | 2.    |       | 3.    |
| -                              |       |       |       |       |       |       |       |       |       |
| Grand-Prix-Wettbewerb / Saison | 06/07 | 07/08 | 08/09 | 09/10 | 10/11 | 11/12 | 12/13 | 13/14 | 14/15 |
| Grand-Prix-Finale              |       | 5.    | 5.    | 5.    |       | 3.    | 6.    |       | 6.    |
| Skate America                  |       |       |       |       |       |       |       |       | 1.    |
| Skate Canada                   |       | 3.    | 1.    |       | Z     |       |       |       |       |
| Cup of China                   |       |       |       |       |       | 1.    | 2.    |       |       |
| Cup of Russia                  | 3.    | 3.    | 2.    | 2.    | 1.    | 2.    |       |       |       |
| Trophée Eric Bompard           |       |       |       |       |       |       | 1.    |       |       |
| NHK Trophy                     |       |       |       | 2.    |       | 1.    |       |       | 2     |

(mit Devin Patrick für die USA und Japan)
| Wettbewerb / Saison              | 2004/05 | 2005/06 |
| -------------------------------- | ------- | ------- |
| US-amerikanische Meisterschaften |         | 15.     |
| Japanische Meisterschaften       | 1.      |         |

(mit Alexander Markunzow für Japan)
| Wettbewerb / Jahr           | 2001 | 2002 | 2003 |
| --------------------------- | ---- | ---- | ---- |
| Weltmeisterschaften         | 15.  | 13.  | 14.  |
| Juniorenweltmeisterschaften | 2.   |      |      |
| Japanische Meisterschaften  | 1.   | 1.   | 1.   |

Z = Zurückgezogen